# Collar (雑誌)
『Collar』（カラー）は、愛媛県にて配布されているペットのフリーペーパー。2009年10月25日に創刊した。愛媛県下のイエロースタンド422ヶ所に加え、いよてつ高島屋や各種ペット関連施設などにて無料配布されている。

## 概要
四国・松山の総合印刷会社のセキ株式会社と地域のタウン情報誌などを刊行する株式会社エス・ピー・シーが合同で発行しているペットのフリーペーパー。誌面広告を収入源として中予をはじめとする愛媛県下全域で配布されている。誌名の「Collar」は直訳の「首輪・首飾り」から連想される「女性とペットの輪」を意味しており、雑誌の発行と併せて読者撮影会やワークショップ、コミュニティサイトの運営などを行っている。

## 別冊等
2011年1月28日に、『Collar』東京版が創刊（※現在は休刊中）
現在は『Collar』ふくしま版も発刊中。